# 안나 디버리 스미스

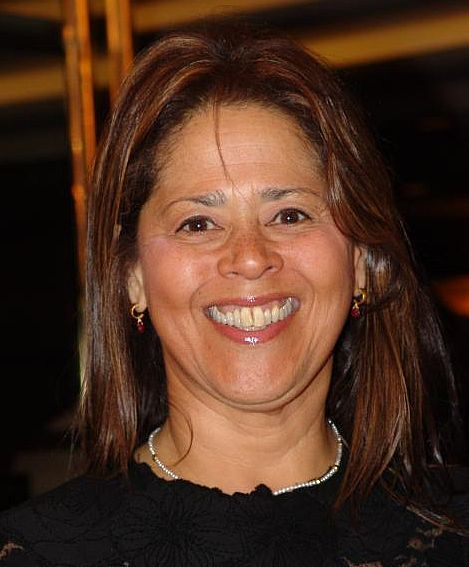
1999년 모습

애나 디비어 스미스(Anna Deavere Smith, 1950년 9월 18일 ~ )는 미국의 배우, 극작가, 교수이다.

## 경력
《웨스트 윙》(2000-06)의 국가안보보좌관 낸시 맥낼리 역, 쇼타임 시리즈 《간호사 재키》(2009-15)의 병원 관리자 글로리아 애컬라이터스 역, 《포 더 피플》(2018-19)의 지방 법원 서기 티나 크리스먼 역으로 잘 알려져 있다.
2019년 세계시민상(Global Citizen Award)을 수상했다.